# Loitsche-Heinrichsberg
Loitsche-Heinrichsberg es un municipio situado en el distrito de Börde, en el estado federado de Sajonia-Anhalt (Alemania), a una altitud de 40 metros. Su población a finales de 2015 era de unos 950 habitantes y su densidad poblacional, 31 hab/km².
Se encuentra ubicado a la orilla oeste del río Elba.